# چندپهلوبندی

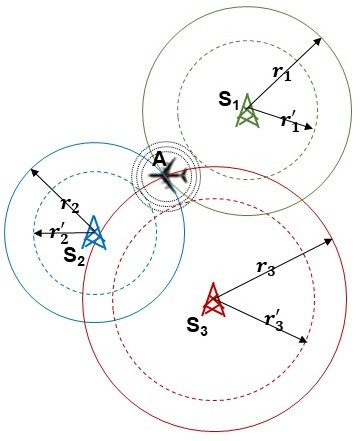
مثالی از روش مجاسبه چندپهلوبندی

چندپهلوبندی (به انگلیسی: Multilateration (MLAT)‎)یک تکنیک موقعیت‌یابی است که بر اساس اندازه‌گیری فاصله از دو ایستگاه که در مکان مشخص و در زمان‌های مشخص، سیگنال‌هایی را انتشار می‌دهند، عمل می‌کند.
بر خلاف اندازه‌گیری مطلق فاصله یا زاویه، اندازه‌گیری اختلاف فاصله بین دو ایستگاه باعث ایجاد تعداد نامحدودی از مکانهایی می‌شود که در اندازه‌گیری صدق می‌کنند. وقتی این مکان‌های ممکن را رسم کنیم، یک منحنی هذلولی به دست می‌آید. برای مشخص کردن مکان دقیق بر روی منحنی، چندپهلوبندی بر اندازه‌گیری‌های متعدد تکیه می‌کند: یک اندازه‌گیری دوم به وسیله یک جفت متفاوت از ایستگاه‌ها، منحنی دومی را ایجاد خواهد کرد که با منحنی اول تلاقی می‌کند. وقتی که دو منحنی در یک صفحه رسم شوند، گروه کوچکی از نقاط ممکن مشخص خواهند شد، این کار یک بهینه‌سازی ایجاد می‌کند.
چندپهلوبندی یک شگرد کلی در سامانه‌های موقعیت‌یابی رادیویی است و معمولاً با نام موقعیت‌یابی هذلولی شناخته می‌شود. راه اندازی سامانه‌هایی که از این روش استفاده می‌کنند، نسبتاً آسان است. دلیل اصلی هم این است که این سیستم‌ها نیازی به استفاده از ساعت مشترک (بین گیرنده و فرستنده) ندارند. تفاوت در زمان سیگنال‌ها را می‌توان به شکل دیداری و با استفاده از یک اسیلوسکوپ مشخص کرد. این روش اساس یک سری از سیستم‌های موقعیت‌یابی پرکاربرد بود که از دوران جنگ جهانی دوم و شروع به کار سامانه گی شروع به کار کردند و سامانه‌های مشابه و متعدد دیگری هم در طی سال‌های بعد به وجود آمدند.
در دهه ۱۹۸۰ و با ظهور ریزپردازنده‌ها ساخت و استفاده از دستگاه‌های استفاده‌کننده این سیستم خیلی آسان‌تر شد و باعث شد استفاده از این سامانه‌ها به راحتی عمومیت یابد. عمومی‌ترین سیستم موقعیت‌یابی هذلولی، سیستم موقعیت‌یابی لورن سی بود که تقریباً در سراسر دنیا استفاده می‌شد که در نهایت در سال ۲۰۱۰ متوقف شد. بعضی از این سیستمها هنوز هم به کار خود ادامه می‌دهند ولی با گسترش استفاده از سامانه‌های موقعیت‌یابی ماهواره‌ای، اکنون این سیستمها مازاد به نظر می‌رسند.
باید توجه کرد که چندپهلوبندی را نباید با سه‌پهلوبندی (Trilateration) اشتباه گرفت. سه‌پهلوبندی نوعی مثلث‌بندی است که در آن موقعیت نقاط را با اندازه‌گیری سه پهلوی مثلث‌های تشکیل‌شده بین نقاط تعیین می‌کنند. سه‌پهلوبندی از اندازه‌گیری زمان مطلق انتشار امواج از سه منبع مختلف استفاده می‌کند و با اندازه‌گیری زاویه‌ها سر و کار دارد. هر دوی این سامانه‌ها هم در جهت‌یابی رادیویی به کار می‌روند.
در مهندسی نقشه‌برداری، شبکه سه‌پهلوبندی، نوعی شبکه نقشه‌برداری است که در آن نقاط نقشه‌برداری با روش سه‌پهلوبندی تعیین موقعیت شده‌اند.